# 刘子山
刘子山（1877年8月21日—1948年10月12日），名云碧，字子山。山东掖县人，中国近代企业家、银行家，东莱银行创办者。

## 生平
光绪三年七月十三（1877年8月21日），刘子山出生于掖县沙河镇湾头村的一个贫农家庭。童年曾在村塾学习不足两年因贫辍学，14岁独自赴青岛谋生，开杂货店因受骗破产，一年后回乡与邻村林氏成婚。1897年再赴青岛谋生，曾为德国天主教传教士做佣人，并在天主教会学校学习德语。1900年至1902年在胶济铁路的修筑工地上做翻译，1903年赴汉阳铁厂为张之洞做翻译，后捐正五品同知。1907年至1909年在淄川煤矿任经售处经理。
1910年在青岛购地开办福合永杂货行，之后曾代理大来洋行的美国红松木进口，开设大窑沟福合永窑厂、孤山窑厂、海西窑厂，收购永利号汽车行与永利号铁工厂经营汽车进口与客运。1914年日本占领青岛后曾被授权参与鸦片专卖。1918年创办东莱银行，总行设于青岛，至1921年已先后在济南、天津、上海、大连开设分行，在其他多个城市设立分支机构。
1920至1930年代，刘子山及东莱银行曾在其他工商业领域大规模投资，如1920年投资建设烟潍公路、1921年组成“中国经募车债银行团”协助交通部购置铁路机车、1926年开办安平保险公司、1930年支持开设青岛国货陈列馆、1933年参与建立上海票据交换所等。同时也曾多次投资社会公益事业，如1922年借款给胶澳商埠督办公署以维持社会治安及公务运作、1923年创立私立青岛中学、1924年参与筹备私立青岛大学、1925年义捐五卅惨案、1933年资助建设青岛台西镇平民廉租房、1935年参与救济黄河水患等。
刘子山在青岛、济南等城市拥有众多房产，其中在青岛的房产数目惊人，因而被称为“刘半城”，另在家乡湾头村建有刘家大宅。1937年抗战爆发后，刘子山指示东莱银行紧缩业务，拒绝与日本人合作。1945年抗战结束后银行复业。1946年刘子山家族曾被中统以汉奸罪名诬陷，最终因查不出证据而被法院结案。此后刘子山体衰多病，银行业务等多交予长子刘少山处理。1948年10月12日，刘子山病逝于上海静安寺路寓所。